# بیمارستان حضرت مهدی
(قبل از مطالعه این نوشتار باید توجه داشت که این ساختمان در محدوده مجتمع بیمارستانی امام خمینی  ایجاد شده و قاعدتا نباید جدا حساب کرد .چراکه در محدوده وسیع آن بیمارستان باز هم اینکه یک برج بسازند و اسم سایر امامان را بر آن بگذارند، در همان بیمارستان امام تعریف خواهد شد. در سابق هم نمونه هایی مثل مرکز طبی کودکان و ساختمان ولیعصر وجود داشت که زیر مجموعه بیمارستان امام ( هزار تختخواب محسوب میشد نه بطور جداگانه)
)بیمارستان حضرت مهدی یا کلان بیمارستان هوشمند مهدی، واقع در تهران محله کشاورز غربی، خیابان باقرخان و در نزدیکی ایستگاه مترو مدافعان سلامت تأسیس شده‌است. در اسفند ۱۴۰۱ با حضور رئیس‌جمهور، سید ابراهیم رئیسی، بخش نخست آن به بهره‌برداری رسید. ظرفیت این بیمارستان حدود ۱۰۰۰ تختخواب است. مسئولان ایران از این بیمارستان به عنوان بزرگترین طرح درمانی کشور و منحصر به فرد در خاورمیانه یاد می‌کنند. این بیمارستان شامل ۱۸ طبقه است که هر طبقه دارای سه بال است. مجموع مساحت این بیمارستان ۱۰۸ هزار و ۱۵۷ متر مربع زیربنا اعلام شده‌است.

## ظرفیت
بیمارستان حضرت مهدی شامل ۵۲۲ تخت بستری عادی، ۲۰۴ تخت بستری ویژه، ۱۱۰ تخت بستری اورژانس و ۴۲ تخت اتاق عمل است. همچنین دارای ۲۷ تخت پست آنژیو، ۳۰ تخت بستری جراحی سرپایی روزانه است.
این کلان بیمارستان ۳۸۰ عضور هیأت علمی دارد که به دلیل تنوع رشته‌ها و امکانات و تجهیزات موجود امکان انجام دشوارترین و مهمترین جراحی ها همچون پیوند کبد و جراحی قاعده جمجمه در این مرکز فراهم شده است.
این مجموعه از معماری و هتلینگ فوق پیشرفته برخوردار است و برای تأمین برق خود دارای ۶ ژنراتور است که هر یک از این ژنراتور ها برای تامین برق یک مجموعه بیمارستانی بزرگ کافی است. همچنین بیمارستان دارای پد بالگرد است.